# مانوئل واسکس مونتالبان
مانوئل واسکس مونتالبان (به اسپانیایی: Manuel Vázquez Montalbán) (زاده ۲۷ ژوئیه ۱۹۳۹ بارسلونا - ۱۸ اکتبر ۲۰۰۳ بانکوک) روزنامه‌نگار، شاعر، نویسنده و از حامیان باشگاه فوتبال بارسلونا بود.